# ريكي سبراجيا
ريكي سبراجيا (بالإنجليزية: Ricky Sbragia)‏ (26 مايو 1956 في المملكة المتحدة - ) هو مدرب كرة قدم ولاعب كرة قدم بريطاني في مركز الدفاع. لعب مع برمنغهام سيتي ونادي بلاكبول ونادي والسول ونادي يورك سيتي ونادي غرينوك مورتون ودارلينجتون إف سى.

## روابط خارجية
- ريكي سبراجيا على موقع قاعدة بيانات كرة القدم.إي يو (الإنجليزية)
- ريكي سبراجيا على موقع Soccerbase.com (مدرب) (الإنجليزية)